# 華定
華定（？—？），子姓，华氏，名定，宋国华椒的孙子。
前545年，華定代表宋國與晉國荀盈、魯國仲孫羯、齊國高止，衛國世叔儀，鄭國公孫段，曹國、莒國、滕國、薛國、小邾國等國大夫會盟，一同為杞國修築城牆。前532年，華定代表宋國参与会葬晉平公。前530年夏，宋国的华定到鲁国聘问，为新即位的宋元公通好。设享礼招待，赋诗《蓼萧》，华定不知，也不赋诗回答。叔孙昭子说：“华定必定会逃亡。诗中所说宴会的笑语不怀念，不宣扬宠信光耀，不知道美好德行，不接受共同福禄，凭什么在卿位？”前522年，宋国华亥、向宁作乱，劫持了宋元公。六月十六日，华氏将太子栾和母弟辰、公子地作为人质，宋元公则将华亥的儿子華無慼、向宁的儿子向羅、华定的儿子華啟作为人质，与华氏结盟。宋元公向大司马华费遂请求，准备攻打华氏。冬季十月，宋元公杀了华氏、向氏的人质（華無慼、華啟、向羅）而攻打这华氏、向氏。十月十三日，华亥、向宁逃亡到陈国，華登逃亡到吴国。前521年五月二十日，华氏、向氏（华亥、向宁、华定）从陈国回到宋国。前520年二月廿一日，华氏失败，在楚平王的保全下，宋国释放华亥、向宁、华定、华貙、华登、皇奄伤、省臧、士平逃亡楚国。。